# Tubaria rufofulva
Tubaria rufofulva är en svampart som först beskrevs av Cleland, och fick sitt nu gällande namn av D.A. Reid & E. Horak 1983. Tubaria rufofulva ingår i släktet Tubaria och familjen Inocybaceae.   Inga underarter finns listade i Catalogue of Life.

## Bildgalleri

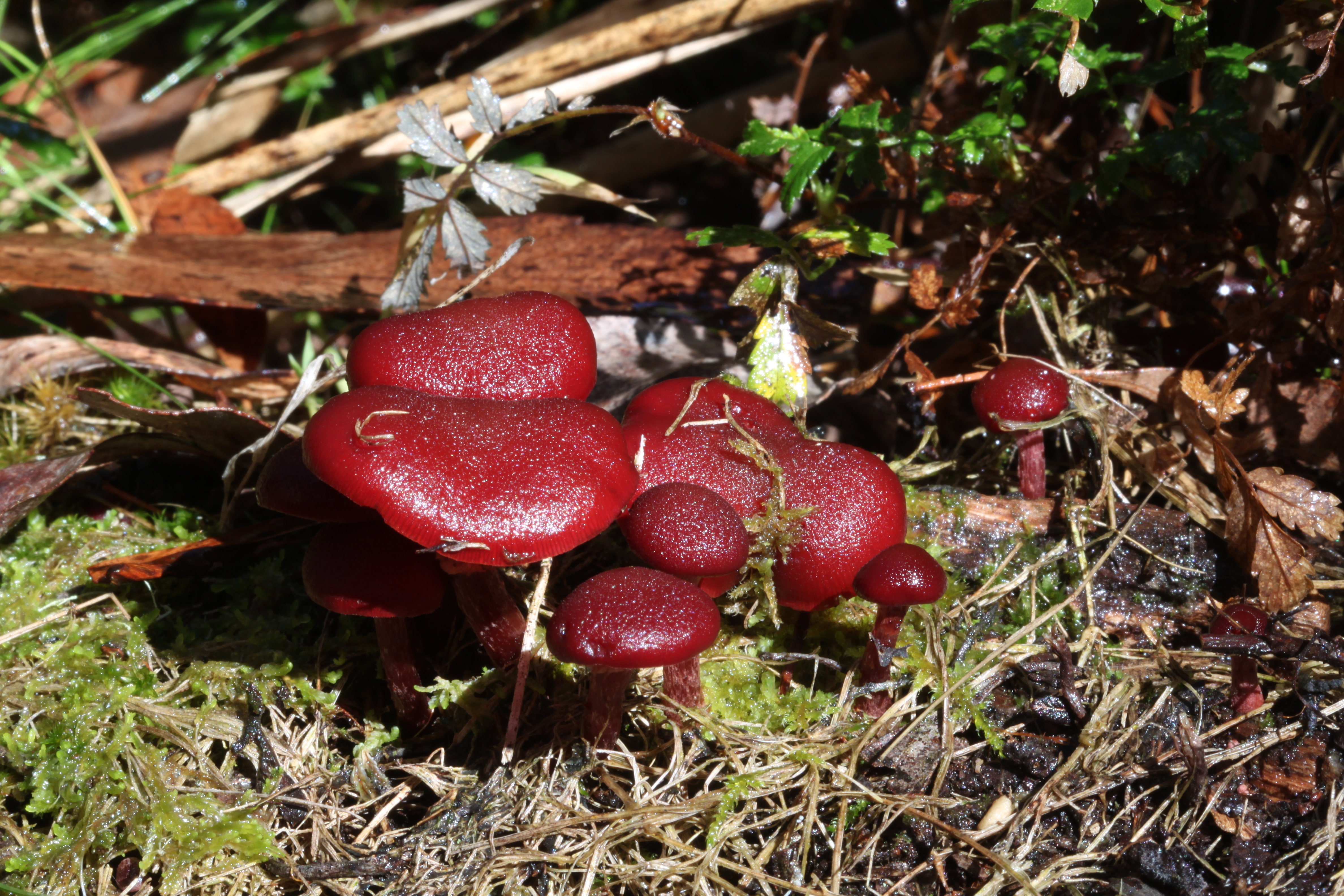